# Kozje, Žrelec
Kozje (nemško Kossiach) je naselje v Občini Žrelec v Okraju Celovec-dežela na Koroškem v Avstriji.